# Ли (Небраска)
Ли (енгл. Leigh) град је у америчкој савезној држави Небраска.

## Демографија
По попису из 2010. године број становника је 405, што је 37 (-8,4%) становника мање него 2000. године.
| Група             | 2000.       | 2010.       |
| Белци             | 434 (98,2%) | 391 (96,5%) |
| Афроамериканци    | 0 (0,0%)    | 0 (0,0%)    |
| Азијати           | 0 (0,0%)    | 0 (0,0%)    |
| Хиспаноамериканци | 8 (1,8%)    | 13 (3,2%)   |
| Укупно            | 442         | 405         |